# يوخن شميد
يوخن شميد (بالألمانية: Jochen Schmid)‏ هو متسابق دراجات نارية ألماني. نافس في سباقات بطولة العالم لفئة 250 سي سي ولفئة 50 سي سي. كما شارك في بطولة العالم للسوبربايك.

## روابط خارجية
- يوخن شميد على موقع MotoGP.com (الإنجليزية)